# Aulosira
Aulosira és un gènere de cianobacteris que es troba en una gran varietat d'ambients i que forma colònies compostes de filaments de cèl·lules moniliformes.
El nom d'"Aulosira" va ser inventat pels biòlegs.
Les espècies d'Aulosira es poden trobar al sòl, roques humides, al fons dels llacs i a les fonts i rarament en hàbitats marins. També creix en simbiosi en els teixits de les plantes, com les del gènere Gunnera, proporcionat nitrogen a l'hoste per acció dels heterocists. Es fan servir com biofertilitzant.